# Cienie 1987
Cienie 1987 – album zespołu RSC wydany w 2025 nakładem wydawnictwa Gad Records. Jest trzecim w dyskografii zespołu. Płyta ukazała się 37 lat po jej nagraniu w rzeszowskim Studio RSC przy ulicy Zygmuntowskiej 2. Podstawowy album został wydany także jako limitowana kaseta magnetofonowa.

## Lista utworów
Źródło:.
1. „Tak oszukuj mnie” (muz. A. Wiśniowski, P. Spychalski, L. Dziarek, M. Zych; sł. Z. Działa) – 4:24
2. „W mroku” (muz. A. Wiśniowski, P. Spychalski, L. Dziarek, M. Zych; sł. Z. Działa) – 3:24
3. „Cienie 1987” (muz. A. Wiśniowski, P. Spychalski; sł. Z. Działa) – 3:32
4. „Tyle granic jest” (muz. A. Wiśniowski, P. Spychalski; sł. Z. Działa) – 4:30
5. „Nowy, szczęśliwy świat” (muz. A. Wiśniowski, P. Spychalski, L. Dziarek, M. Zych; sł. Z. Działa) – 4:47
6. „Hymn wunderkindów” (muz. A. Wiśniowski, P. Spychalski; sł. Z. Działa) – 1:52
7. „Muszę wierzyć w słowa” (muz. A. Wiśniowski, P. Spychalski, L. Dziarek, M. Zych; sł. Z. Działa) – 4:00
8. „Spal mój cały świat” (muz. A. Wiśniowski, P. Spychalski; sł. Z. Działa) – 4:48
9. „Ktoś mi odebrał tę piosenkę” (wersja instrumentalna) (A. Wiśniowski, P. Spychalski, L. Dziarek, M. Zych) – 4:10

Bonus
1. „Ktoś mi odebrał tę piosenkę” (wersja z tekstem) (muz. A. Wiśniowski, P. Spychalski, L. Dziarek, M. Zych; sł. Z. Działa) – 4:13
2. „Reklama mydła” (SP Tonpress) (muz. W. Sądaj, M. Zych; sł. Z. Działa) – 3:54
3. „Targowisko dusz” (SP Tonpress) (muz. P. Spychalski; sł. M. Wojtaszewska) – 3:26
4. „Wielki spektakl” (Javelin, radio session) (muz. A. Wiśniowski; sł. A. Fala) – 4:45
5. „Requiem dla przyjaciół” (Javelin, radio session) (muz. i sł. A. Wiśniowski) – 5:43
6. „Mały nikt” (Javelin, radio session) (muz. A. Wiśniowski; sł. A. Fala) – 3:50

## Twórcy
Źródło:.
- Zbigniew Działa – śpiew, gitara, gitara akustyczna (1–12)
- Andrzej Wiśniowski – gitara, gitara akustyczna (1–10, 13–15)
- Piotr Spychalski – keyboard (1–12)
- Marian Zych – gitara basowa, keyboard (1–12)
- Leszek Dziarek – perkusja (akustyczna i elektroniczna) (1–10, 13–15)
- Krystyna Lenkowska – głos (6)
- Zbigniew Jakubek – keyboard (1–10, 13–15)
- Stefan Ryszkowski – gitara, gitara basowa (1–10, 13–15)
- Wiesław Bawor – skrzypce (11–12)
- Michał Kochmański – perkusja (11–12)
- Wiktor Kucaj – keyboard (11–12)
- Witold Sądaj – gitara (11–12)
- Zenon Rydzak – śpiew (14)
- Zbigniew Szystka – śpiew (13–15)
- Ryszard Krawczuk – saksofon altowy (13–15)